# Selenia rubropustulata
Selenia rubropustulata là một loài bướm đêm trong họ Geometridae.